# 张契真
张契真（?—1006年1月25日），字齐一，浙江钱塘县人。
早年依上清宫胡法师游历江浙，後至天台赤城山，以求仙道，适逢朱霄外居于天台，将之度为道士。周世宗显德五年，受正一盟威、灵宝法篆於大元樊，号小灵宝。於紫蕊玉笈之书，无不历览。好文学，亦擅长草隶和棋弈，在吴越时被命为总管三篆斋事。宋太宗召见，款对称旨，赐紫衣。赐元静大师之号。真宗景德三年（1006）正月二十五日卒。编有《上清灵宝大法》六十六卷。